# フロントロイヤルの戦い
フロントロイヤルの戦い（英: Battle of Front Royal、またはガードヒルの戦い あるいはシーダービルの戦い）は、南北戦争の1862年5月23日、南軍ストーンウォール・ジャクソン少将がシェナンドー渓谷で戦ったバレー方面作戦の一部として、バージニア州ウォーレン郡で起きた戦闘である。ジャクソンは渓谷の地形と機動性を生かして自軍をまとめる一方で、敵軍は分割させるという戦略の妙を示した。ジョンソンは敵の側面を衝き、背面を脅かすことで北軍の大部隊を後退させ、しかも自軍の損失を最小に抑えた。

## 背景

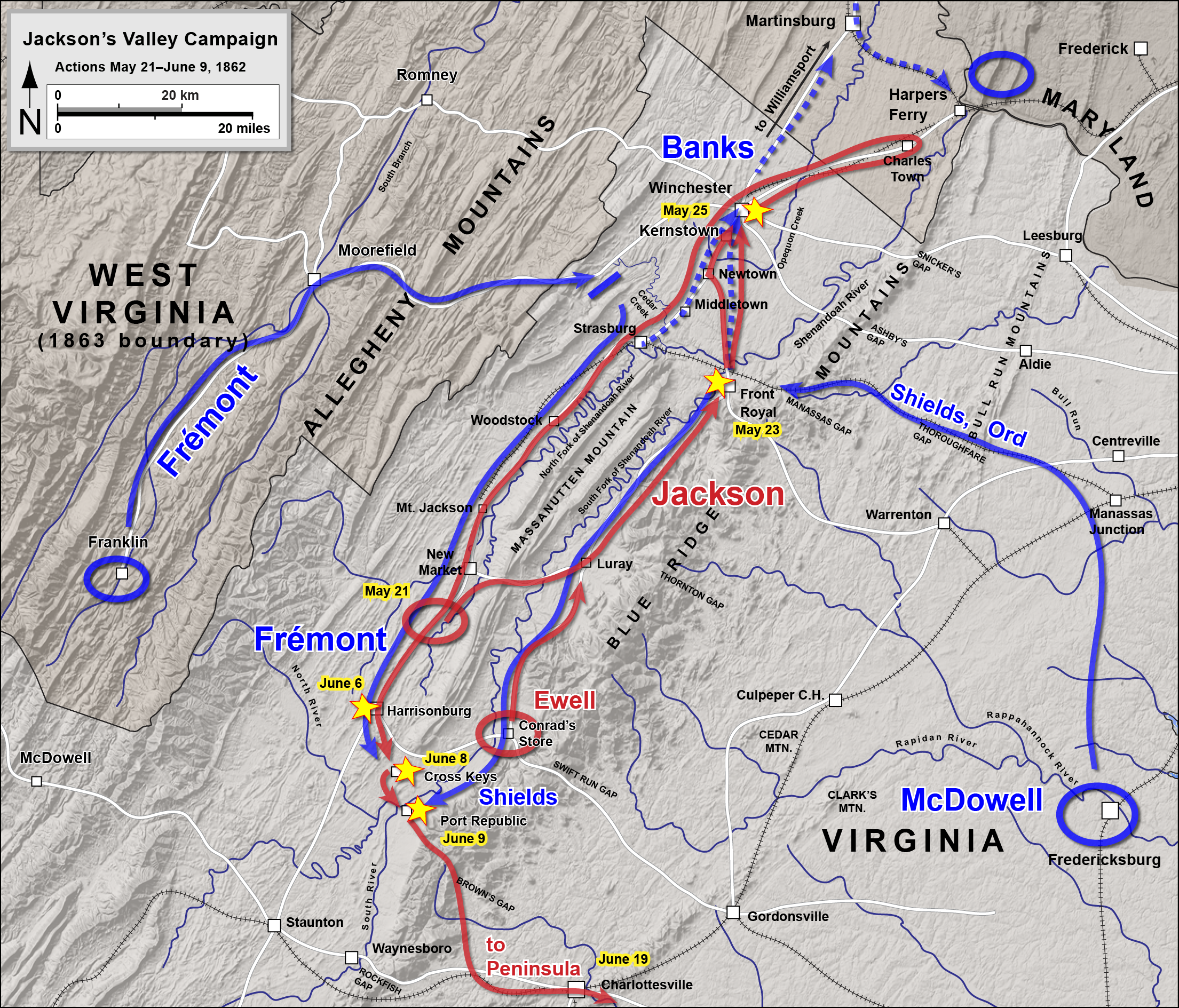
バレー方面作戦: フロントロイヤルからポートレパブリックまで
南軍
北軍

1862年5月21日、ナサニエル・バンクス少将指揮下の北軍、総勢約9,000名は、バージニア州ストラスバーグ近辺に集結し、歩兵2個中隊がバックトン駅にいた。フロントロイヤルにはジョン・リーズ・ケンリー大佐が1,063名を指揮し、大砲2門を備えていた。南軍のターナー・アシュビー大佐が指揮する騎兵隊がストラスバーグ近くでバンクス軍と対峙したが、その後後退して本体に合流し、ニューマーケット・ギャップを通ってマサヌッテン山を越え、ルレイに到着した。
5月22日、ジャクソンのバレー軍（約16,500名）がぬかるんだルレイ道路を前進してフロントロイヤルから10マイル (16 km) 以内に入った。ジャクソンの作戦本部はシーダーポイントにあった。トマス・T・マンフォードの騎兵連隊が東に派遣され、マナサスギャップを封じて、フロントロイヤルとワシントンD.C.の間の通信を遮断するようにした。

## 戦闘

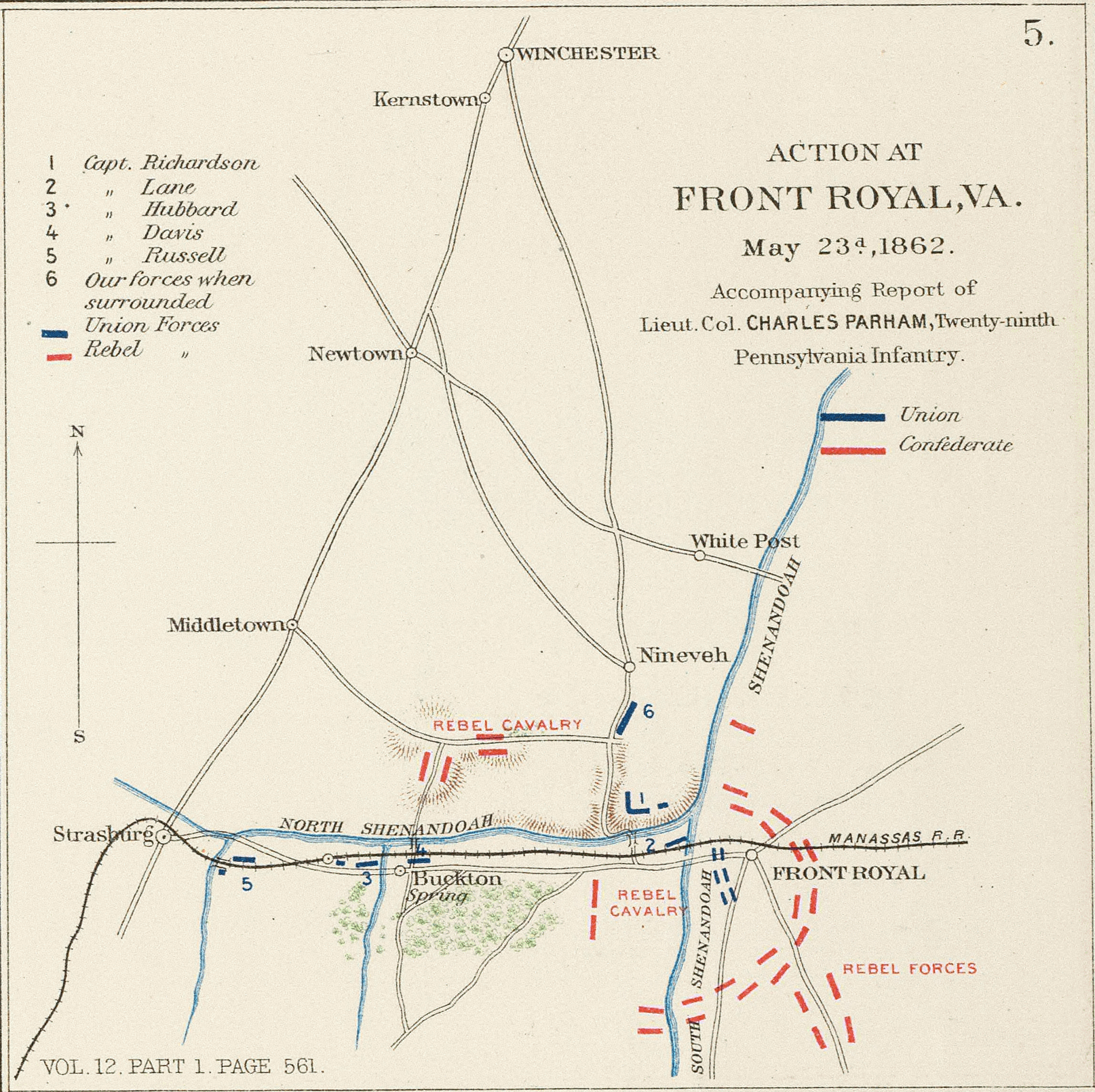
フロントロイヤルでの戦闘隊形

5月23日朝、ジャクソン軍の前衛がスパングラーの交差点（現在のライムトン）に到着した。ここで南軍のアシュビー大佐とトマス・フルアノイ中佐の指揮する騎兵隊が西に動いて、マッコイの浅瀬でシェナンドー川の南支流を渡った。歩兵部隊はアシュベリー礼拝堂まで行軍を続け、道路を渡ってグーニーメナー道路に着いた。この道路の後は、フロントロイヤルに南から接近し、郡庁舎の南1マイル (1.6 km) のルレイ道路で川近くに待機していた北軍哨戒部隊を交わした。小競り合いが起こった後で、北軍が後退した。
ジャクソンの先鋒旅団はリチャード・テイラー准将が指揮しており、プロスペクトヒルで尾根に沿って東に陣を布いた。メリーランド第1歩兵連隊とローバードー・ウィート少佐のルイジアナ・"タイガース"大隊が前面に出され、町に入って北軍の散兵を排除した。
この戦闘は南軍のメリーランド第1歩兵連隊が、北軍のメリーランド第1志願歩兵連隊と、メリーランド州人同士で闘ったことが特筆される。アメリカの軍事史の中で同じ州の同じ識別番号を持つ部隊同士が戦ったのはこれが唯一の機会だった。戦闘が起きた日、南軍メリーランド第1歩兵連隊のウィリアム・ゴールズボロは、北軍メリーランド第1志願歩兵連隊に入っていた兄弟のチャールズ・ゴールズボロを捕まえ、捕虜にした。
北軍を指揮したジョン・リーズ・ケンリー大佐はその作戦本部をバヌーアトの家にしていた。ケンリーは部隊をキャンプヒルに退かせ、砲兵隊の一部に支援させた。北軍の戦線は南支流からハッピー・クリークまでアーチ状に伸び、南支流橋を守っていた。ケンリーの砲兵隊が砲撃を始め、南軍の前進を遅くさせた。
南軍の歩兵隊は町を通って前進し、正確な砲撃の下で戦闘隊形を布いた。南軍の側面攻撃隊が東に動き、ハッピー・クリークを渡って、正面攻撃無しに北軍を後退させようとした。ぬかるんだ道路のために大きく遅れた後、施条砲の砲台がプロスペクトヒルの上と近くに置かれ、キャンプヒルの北軍大砲に反撃した。
一方、アシュビーとフルアノイ中佐のバージニア第6騎兵隊は、マッコイの浅瀬でシェナンドー川の南支流を渡った後、ベルズミルとウォーターリックステーションを通ってバックトン駅にあった北軍の前進基地に着いた。アシュビーは騎馬突撃を敢行させたが、自部隊の最良の士官数人を犠牲にしたうえで、北軍守備隊を降伏させた。アシュビーは電報線を切断し、ストラスバーグの北軍本隊とフロントロイヤル派遣部隊の通信を不通にした。続いて騎兵隊を分け、フルアノイの連隊を東のリバートンに送ってケンリー隊の背後を脅かせた。アシュビーはバックトン駅に留まり、鉄道を止めて敵の援軍がフロントロイヤルへ送られるのを妨害することにした。
ケンリー大佐は西から南軍の騎兵隊が接近してくるのを発見し、キャンプヒルの陣地を捨てて、南支流と北支流の橋を渡って後退し、それらの橋を焼こうとした。北軍のウィリアム・テイラー軍曹はこの時の勇敢な行動で名誉勲章を授与されることになった。ケンリーは部隊の一部をガードヒルに配置したが、南軍兵が走り出て炎を消し、橋を救った。渡河のために南軍が橋を修繕している間に、フルアノイの騎兵隊がリバートンに到着し、川を渡ってケンリー部隊近くに圧力を掛けた。南軍騎兵隊が川を渡るとすぐに、北軍の陣地は川に沿って移動した部隊に側面を衝かれる可能性が出た。ケンリーは後退を続ける道を選び、勢力で劣る自軍の騎兵隊にフルアノイのバージニア第6騎兵隊に対する殿軍行動を採らせた。
ケンリー隊はウィンチェスター・ターンパイクに沿ってシーダービルより先に後退し、フルアノイの騎兵隊が密に追撃した。ジャクソンは騎兵隊と共に騎馬で前に進み、歩兵隊が川を渡り始めた。シーダービルの北1マイルにあるトマス・マッケイの家の所で、ケンリーはターンパイクの両側にある高台に部隊を止めて反攻を試みた。フルアノイの騎兵隊が北軍の側面を払い、恐慌を起こさせた。ケンリーが負傷し、北軍の守備陣が崩壊した。700名以上の北軍兵が武器を投げ出して降伏した。

## 戦いの後

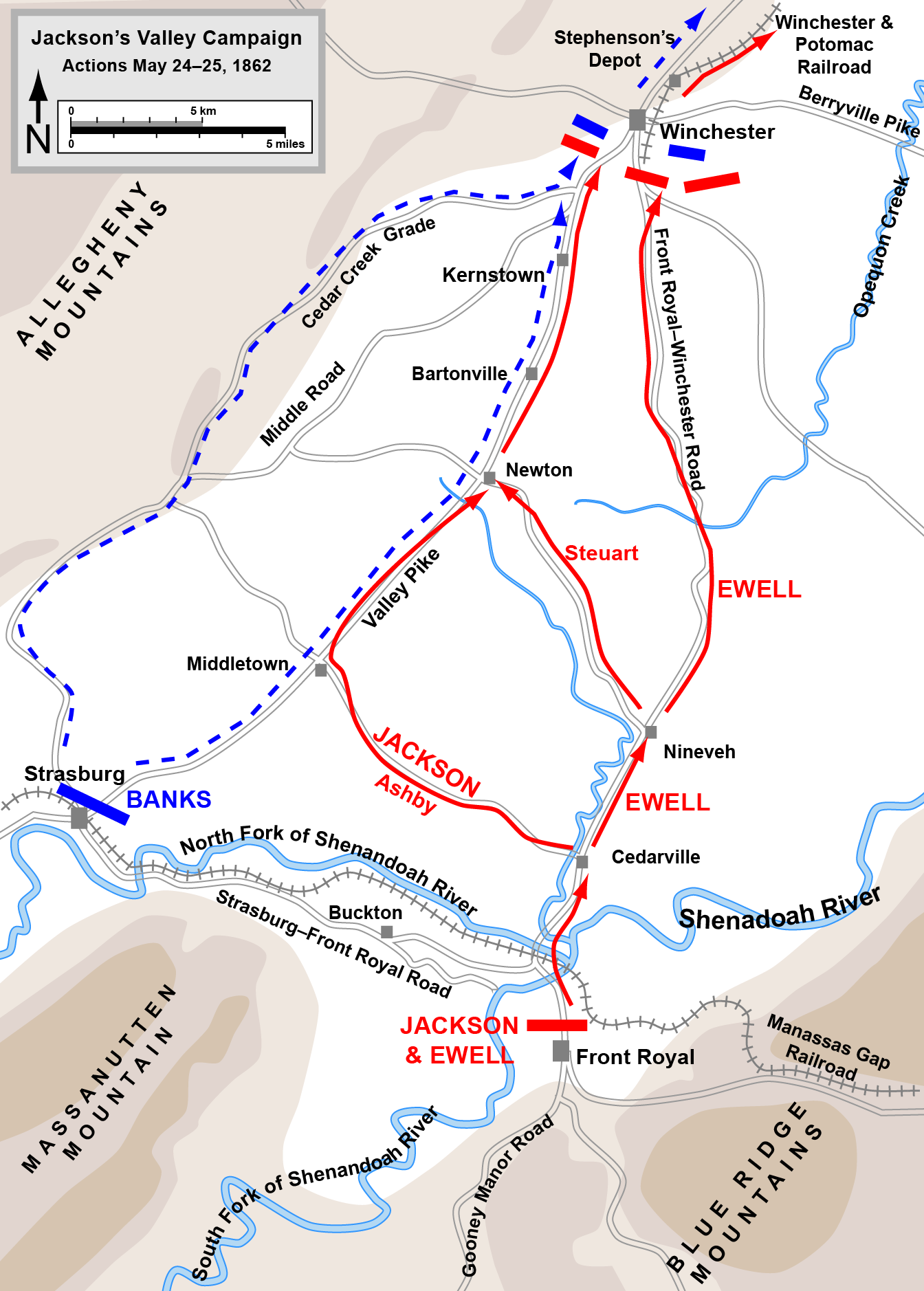
フロントロイヤルから第一次ウィンチェスターの戦いに向かう動き、1862年5月24日から25日

この戦闘の結果は一方的なものになった。北軍の損失は773名であり、そうち691名は捕虜になった。南軍は戦死と負傷者合わせて36名だった。フロントロイヤルでジャクソン軍が北軍の小部隊に対して勝利したことで、バンクスが指揮しストラスバーグにいた北軍本隊は急遽後退することになった。ジャクソンは南軍の主力が渓谷のハリソンバーグ近くにいるとバンクスに思い込ませ、自軍は北のニューマーケットに急速に移動し、ニューマーケット・ギャップを通ってマサヌッテンを越え、ルレイに至った。フロントロイヤルに前進したことによって、ジャクソン軍は直接ウィンチェスターに前進できる位置づけにあり、それは北軍の後方に回ることだった。5月24日、バンクス軍はバレー・パイクを降ってウィンチェスターに後退したが、途中ミドルタウンとニュータウン（スティーブンズシティ）で南軍騎兵隊と砲兵隊から嫌がらせを受けた。これが翌日の第一次ウィンチェスターの戦いの前哨戦となった。
ジャクソン軍がフロントロイヤルに現れたことによる混乱と、北軍本隊が急ぎストラスバーグからウィンチェスターまで後退したことで、5月25日の第一次ウィンチェスターの戦いでは、バンクス軍の敗退に繋がった。ジャクソンはフロントロイヤルでその騎兵隊をうまく使っており、北軍の東西の通信線を遮断し、シーダービルで再度の打撃を加えた。
この戦闘後、勝ちに乗ったメリーランド第1歩兵連隊は、敗れた北軍メリーランド第1連隊から捕虜を取った。多くの兵士は捕虜の中に元の友人や家族を認めた。南軍でメリーランド部隊の歴史を記録したJ・J・ゴールズボロは次の様に記していた。
ほとんど全員が旧友や知り合いを認識し、彼らを誠意を持って迎え、持ち主を変えたばかりの食料を彼らに分け与えた。